# Ambassade de Gambie en France
L'ambassade de Gambie en France est la représentation diplomatique de la république de Gambie en République française. Elle est située à Paris et son ambassadeur est, depuis 2019, Ebrima Ousman Camara. Il est également accrédité en Hongrie, au Portugal, en Roumanie et est délégué permanent auprès de l'UNESCO.

## Ambassade
L'ambassade est située au 7 ter rue Léonard-de-Vinci dans le 16e arrondissement de Paris.

## Ambassadeurs de Gambie en France
| Date de nomination | Date de nomination | Date de remise des lettres de créance | Date de remise des lettres de créance | Diplomate                  |
| ------------------ | ------------------ | ------------------------------------- | ------------------------------------- | -------------------------- |
| ?                  |                    | 3 février 1992                        | [ JORF 1 ]                            | Alhaji Momodou N'Dow-N'Jie |
| ?                  |                    | 2 novembre 1995                       | [ JORF 2 ]                            | John Paul Bojang           |
| ?                  |                    | 2 novembre 1999                       | [ JORF 3 ]                            | Essa Sey                   |
| ?                  |                    | 6 juillet 2001                        | [ JORF 4 ]                            | William John Joof          |
| ?                  |                    | 15 septembre 2008                     | [ JORF 5 ]                            | Moses Benjamin Jallow      |
| ?                  |                    | 11 juillet 2012                       | [ JORF 6 ]                            | Ousman Badjie              |
| ?                  |                    | 29 janvier 2015                       | [ JORF 7 ]                            | Yusupha Alieu Kah          |
| ?                  |                    | 18 décembre 2017                      | [ JORF 8 ]                            | Sedat Jobe                 |
| 2019               |                    | 12 avril 2021                         | [ JORF 9 ]                            | Ebrima Ousman Camara       |